# Filmregion Sydost
Filmregion Sydost är ett av nitton regionala resurscentrum för film i Sverige. Filmregion Sydost finansieras samt verkar på uppdrag av Region Blekinge, Region Kronoberg samt Region Kalmar län. Filmregion Sydost ingår i kultursamverkansmodellen och får även statligt stöd via Kulturrådet.
Filmregion Sydost har i uppdrag från de tre regionala huvudmännen att stärka filmen och den rörliga bildens ställning och utveckling i sydostregionen.
- Film och rörlig bild för barn och unga – Filmregion Sydost ska främja barn och ungas kunskap om rörlig bild som uttrycksform, ung kommunikation och mediers påverkan. Filmregion Sydost ska ge barn och unga möjlighet att ta del av kvalitativa filmupplevelser och att uttrycka sig med film och rörlig bild. Exempelvis genom att stödja filmpedagogiskt arbete i skolan och på fritiden samt verka för ökad filmkunnighet och ung kommunikation.
- Filmskapare – Filmregion Sydost ska stötta talanger och yrkesverksamma filmare i regionen som vill berätta en historia för publik genom exempelvis ekonomiskt stöd till smala audiovisuella verk (exempelvis kort- och dokumentärfilm), dramaturgistöd, talangutveckling, utlåning av filmteknik samt kompetensutveckling och främjande nätverk.
- Film och publik – Filmregion Sydost ska möjliggöra visning av film och rörlig bild för publik genom att exempelvis bistå biografer, filmklubbar, föreningar och kommuner med kompetens kring biografutveckling, publikarbete, samarrangemang, rättigheter och tillgänglig repertoar.

Utöver detta har Filmregion Sydost ett tilläggsuppdrag om filmkommissionsarbete i samarbete med Southern Sweden Film Commission inom ramen för Regionsamverkan Sydsverige.
Verksamheten gick tidigare under namnet Reaktor Sydost, detta ändrades till Filmregion Sydost under februari 2018.